# Diego de Aguilera y Gamboa
Diego de Aguilera y Gamboa (n. Corona española, 1606 - f. e/ 1662 y 1667) fue nombrado en el cargo de gobernador de la Capitanía General de Puerto Rico bajo la Corona española desde 1649 hasta 1655.

## Biografía
Diego de Aguilera y Gamboa había nacido en el año 1606 en la villa de Olías de Castilla la Nueva que formaba parte de la Corona de España siendo hijo Diego de Aguilera y de Ángela Gamboa.
Siendo gobernador de Puerto Rico, Diego de Aguilera y Gamboa se casó el 10 de septiembre de 1653 con Elena Menéndez de Valdés (n. ca. 1631), teniendo esta solo 20 años edad, cuyo padre era el contador Alonso Menéndez de Valdés.
Los vínculos de parentesco eran muy intensos y existía un fuerte lazo de solidaridad con los miembros menos afortunados. En un carta anónima con la fecha del 10 de febrero de 1654, que algunos vecinos escriben al rey, le dicen que el gobernador Aguilera y Gamboa se había casado sin solicitar su permiso.
Esto perjudicaría a muchos vecinos, ya que, como decían, tendría que beneficiar a los deudos de su mujer, que tenía “una familia muy dilatada”.
En 1658 se inicia un proceso criminal contra Diego Aguilera y Gamboa y Agustín Guilarte de Salazar cuando fueran respectivamente gobernador-capitán general y alcalde ordinario de Puerto Rico, por haber mandado y querido prender y azotar públicamente a Juan de Lezcano, familiar del Tribunal de la Inquisición de Cartagena de Indias.
Fueron denunciados por Tomás de la Vega, fiscal de este tribunal. En el primer caso la causa quedó pendiente y en el segundo, se suspendió.
Finalmente, Diego Aguilera y Gamboa fallecería en alguna parte del Imperio español entre los año 1662 y 1667.